# Tomislav Brkić
Tomislav Brkić (født 9. marts 1990 i Mostar, Jugoslavien) er en professionel tennisspiller fra Bosnien og Hercegovina.